# サンゲリア
『サンゲリア』（イタリア版原題：ZOMBI 2）は、ルチオ・フルチ監督によるゾンビ物のホラー映画。1979年イタリア・アメリカ合作映画、日本劇場公開は1980年5月24日。

## 概要
ジョージ・A・ロメロ監督作『ゾンビ』の世界的ヒットを受けて製作されたゾンビ映画の一つ。登場するゾンビの見かけは『ゾンビ』や『ナイト・オブ・ザ・リビングデッド』のように顔色や目つきが悪いだけでなく、特殊メイクでリアルに醜く腐乱させたことで注目され、フルチ監督と特殊メイクを担当したジャンネット・デ・ロッシの名を高めた。
フルチはこの後、『地獄の門』『ビヨンド』と立て続けにゾンビ映画を製作した。
邦題は血を意味するイタリア語Sangueをもとに、配給の東宝東和が同社の大ヒット作『サスペリア』風に語尾変化させて作った造語で、一般には意味不明ながらも語感の不気味さでヒットに貢献。日本公開時は作中の歩く腐乱死体を字幕で”サング”と呼称した。翌年公開のアメリカ映画『Dead & Buried』はこれにあやかって『ゾンゲリア』と邦題がつけられた（配給は日本ヘラルド）。当時、～ゲリアという題が流行したような記述が行われることがあるが、実際は劇場公開ではこの2本だけである。共に2019年現在のブルーレイに至るまでビデオソフトが発売され続ける人気作である。
1988年制作の『Zombi 3』は『サンゲリア2』との邦題がつけられたが、テロリストに強奪された生物兵器からゾンビが増殖するストーリーで、続編ではない。
水中でサメと格闘するゾンビ、腐乱して時には蛆やミミズがたかる汚らしいゾンビ、眼球串刺し、血管引きずり出しといった数々のグロテスクなシーンが多い。
作中ではメナード医師により、様々な医学的な検査をしても島民がゾンビ化する原因は不明、と語られる。ただし頭を銃撃されたゾンビは活動を停止し、島がゾンビで溢れかえる前、メナード医師は死んだ患者の頭を撃ってゾンビ化を防いでいた。舞台となるマトゥール島内では、どこからかブードゥー教徒が叩く楽器の音が聞こえてくるが、それがゾンビを鎮めようとする祈りか、生み出している呪術かも明らかにされない。ゾンビに噛まれた直後にゾンビ化して生者を襲う者がいる一方で、数百年前に死んだコンキスタドール（スペイン兵）までが地中から甦る。

## ストーリー
ある日、ニューヨーク湾内で奇妙な事件が発生した。漂流中のクルーザー内に踏み込んだ警備船の警官2名が、全身腐乱した男に襲われたのである。男に噛まれた警官1人が犠牲となり、男は全身に銃弾を打ち込まれて海中に姿を消した。
クルーザーの持ち主の娘であるアン・ボールズ（ティサ・ファロー）と新聞記者ピーター・ウェスト（イアン・マカロック）は、アメリカ人夫婦ブライアンとスーザンのクルーザーに同乗し、アンの父親がいるはずのカリブ海に浮かぶマトゥール島へ向かう。
だがそこは、死んだ者が蘇って生者を貪り喰い、噛まれた被害者もゾンビになる恐るべき魔境と化していた。島の診療所で研究を続けるメナード医師の妻ポーラとスーザンはゾンビに喰い殺され、何とかメナード医師の診療所に戻ったピーター達も次々と蘇るゾンビに追い詰められてゆく。
メナード医師、使用人ルーカス、看護婦ミッセイが次々にゾンビに襲われる中、銃と即製の火炎瓶を使いピーターとアン、ブライアンは辛うじて島を脱出するが、船倉ではゾンビ化したスーザンに噛まれたブライアンが蘇り、ニューヨークでも腐乱した男に殺された警官からゾンビの増殖が始まっていた。

## 脚本について
原案および脚本はダルダノ・サッケッティと妻エリザ・ブリガンティが執筆したが、映画本編にはブリガンティのみがクレジットされている。これについてサッケッティは、税理士の助言により、サッケッティと妻エリザとで収入を分割して申告することを勧められ、エリザの名前を脚本家としてクレジットしたと証言している。ただし別のインタビューにおいては、デ・ラウレンティスとの専属契約に絡んでサッケッティの名前をクレジットすることを避けたと回答している。
イタリア版タイトルがロメロ監督の『ゾンビ』の続編であるかのように思わせる"Zombi 2"であることから、ロメロに便乗して企画された映画と語られることが多い。しかし脚本家のサッケッティは『サンゲリア』においてロメロからの影響を否定しており、ロメロ監督作品との設定やアイディアの類似を避けながら物語を作成したと主張している。企画時のタイトルは"L'isola dei zombi"（ゾンビの島）であったものを、プロデューサーが"Zombi 2"と変更した際、サッケッティは強く反対したが受け入れられなかったと証言している。

## 特殊メイク担当者について
特殊メイク担当のジャンネット・デ・ロッシは、フルチ監督とは1964年及び1972年の2本のコメディ映画で組んでおり、本作が3本目の協力作品となった。
ジャンネット・デ・ロッシは本作以前にイタリア初のゾンビ映画『悪魔の墓場』(1974)で特殊メイクを担当している。またジョー・ダマート監督の"Emanuelle in America"(1977)の劇中におけるスナッフフィルムの特殊メイクを手掛け、生々しさに警察の捜査を受ける騒動を起こしたことで、イタリア映画界において注目を集めていた。その一方でベルナルド・ベルトルッチ監督の『1900年』(1976)や、フェデリコ・フェリーニ監督の『カサノバ』(1976)といった文芸大作においても特殊メイクを担当している。
デ・ロッシは『サンゲリア』の翌年のフルチ監督作『ビヨンド』でも特殊メイクを担当し、さらに名声を高めた。しかしその次の『墓地裏の家』においては多忙ゆえに名義貸しのみで、撮影現場での特殊メイクには一切関与せずマウリツィオ・トラーニにすべて任せた。

## キャスト
| 役名                   | 俳優                   | 日本語吹替                         | 日本語吹替                                   |
| 役名                   | 俳優                   | TBS版                              | BD版                                         |
| ---------------------- | ---------------------- | ---------------------------------- | -------------------------------------------- |
| ピーター・ウエスト     | イアン・マカロック     | 堀勝之祐                           | 東地宏樹                                     |
| アン・ボールズ         | ティサ・ファロー       | 高島雅羅                           | 甲斐田裕子                                   |
| デビッド・メナード医師 | リチャード・ジョンソン | 加藤精三                           | 斎藤志郎                                     |
| ポーラ・メナード夫人   | オルガ・カルラトス     | 鳳芳野                             | 桜岡あつこ                                   |
| ブライアン・ハル       | アル・クライヴァー     | 長堀芳夫                           | 星野充昭                                     |
| スーザン・バレット     | アウレッタ・ゲイ       | 榊原良子                           | 長尾歩                                       |
| 看護婦ミッセイ         | ステファニア・ダマリオ | 服部れい                           |                                              |
| 使用人ルーカス         | ダカール               | 広瀬正志                           | 関口雄吾                                     |
| 編集長                 | ルチオ・フルチ         | 安田隆                             |                                              |
| 検死官                 | レスリー・トーマス     | 大田黒武生                         |                                              |
| 黒人の検死官           | ジェームズ・サンプソン | 屋良有作                           |                                              |
| フリッツ               | レオ・ガヴェロ         | 塚田正昭                           | 宮崎敦吉                                     |
| アンの父親             | ウーゴ・ボローニャ     | 安田隆                             |                                              |
| その他                 | N/A                    | 稲葉実 山田登是                    | 國府咲月 岩河拓吾 横田大輔 丸中康司 広瀬竜一 |
| 日本語版スタッフ       |                        |                                    |                                              |
| プロデューサー         | プロデューサー         |                                    | 梨子田章敏 （ニューライン）                  |
| 演出                   | 演出                   | 福永莞爾                           | 吉田啓介                                     |
| 翻訳                   | 翻訳                   | 鈴木導                             | 税田春介                                     |
| スタジオ               | スタジオ               |                                    | グロービジョン九段スタジオ                   |
| 制作                   | 制作                   | ニュージャパンフィルム             | ニューライン グロービジョン                  |
| 初回放送               | 初回放送               | 1982年3月19日 『金曜ロードショー』 | 2022年5月11日発売                            |

- 2022年5月11日発売の「サンゲリア -日本語吹替音声完全収録4Kレストア版ブルーレイ」には、BD版音源を用いてカット部分を補完したものを収録[9]。
- BD版：2022年5月11日発売の「サンゲリア -日本語吹替音声完全収録4Kレストア版ブルーレイ」に収録。
  - 当初はTBS版のカットされた部分への追加収録として企画されたため、キャストはTBS版担当声優にイメージの近い人物が起用された[10]。

## スタッフ
- 監督：ルチオ・フルチ
- 製作：ウーゴ・トゥッチ、ファブリッツィオ・デ・アンジェリス
- 脚本：エリザ・ブリガンティ、ダルダノ・サッケッティ（クレジット上はブリガンティのみ）
- 撮影：セルジオ・サルヴァーティ
- 編集：ヴィンチェンツォ・トマッシ
- 特殊メイク：ジャンネット・デ・ロッシ
- 音楽：ファビオ・フリッツィ（イタリア語版）、ジョルジョ・トゥッチ

## DVD
2009年8月に「サンゲリア　パーフェクトコレクション」がキングレコードから発売された。

## ブルーレイ
- 北米ブルーアンダーグラウンドから日本語字幕付きで発売。
- 『ホラー・マニアックスシリーズ 第7期 第3弾 サンゲリア 製作35周年記念 HDリマスター究極版』【Blu-ray】（2014年8月2日 Happinet）

## オリジナル サウンドトラック
- サンゲリア (ZOMBI 2)
  - 2011年7月29日 (再発)にBEAT RECORDSより発売。輸入盤・国内流通仕様。